# Ibrahim Vargas

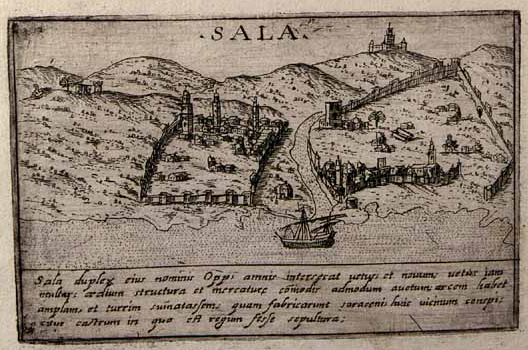
Gravura de Salé num mapa da época de Ibrahim Vargas

Ibrahim Vargas ou Brahim Vargas foi um mourisco (mouro de Espanha) nascido em Hornachos, na Estremadura que foi o primeiro governante da entidade política que deu origem à chamada República do Bu Regregue (ou de Salé).
Era filho dum corregedor mourisco de Hornachos que, juntamente com os restantes mouriscos de Hornachos, se antecipou à expulsão que viria a ser decretada por Filipe III em 1609 e abandonou a sua terra natal para se instalar no que é hoje Rabat, a capital de Marrocos. Tendo-se convertido à fé cristã em Espanha, abraçou de novo o Islão pouco depois de chegar a Marrocos.
Além de governador da então chamada Salé, a Nova, Ibrahim Vargas foi também um corsário. A pirataria ou (ou guerra de corso na medida em que era feita com a autorização dos sultões saadianos) era a principal atividade económica de Salé, a Velha, cujos piratas eram conhecidos em inglês como Sale Rovers, Sallee Rovers ou ainda Sally Rovers, e por vezes também como hornacheros.
A família Bargach (corruptela de Vargas), descendente de Ibrahim, ainda hoje é uma das mais influentes de Rabat, como foi ao longo de mais de quatro séculos.

## Contexto histórico
A instalação dos hornacheros na foz do rio Bu Regregue foi apoiada pelo sultão Abedal Maleque (r. 1576–1578), que «os autorizou a que se acostumassem em Salé com as mesmas graças e privilégios que costumavam desfrutar os naturais do país.». Nesse tempo, a povoação mais importante da região era Salé, uma cidade localizada na margem direita (norte) do Bu Regregue, conhecida pela sua religiosidade e dominada por marabutos (místicos islâmicos que também eram líderes religiosos). Os estremenhos instalaram-se na margem esquerda, no arrábita (fortaleza) praticamente abandonado que tinha sido erigido pelo califa almóada Abde Almumine (r. 1128–1163) e reforçado pelo neto Iacube Almançor (r. 1184–1199), conhecido atualmente como Casbá dos Oudaias. A localidade repovoada começou então a ser conhecida como Salé, a Nova, para a distinguir da cidade no outro lado do rio, que passou a ser também conhecida como Salé, a Velha.
Os atritos entre os mouriscos recém-chegados as gentes de Salé, a Velha foi aproveitada pelo sultão Mulei Zidane (r. 1613–1628) para contrabalançar o poder crescente e tendências independentistas de Salé, a Velha, cujo líder Cide Maomé Alaiaxi foi um dos protagonistas na guerra civil que se seguiu à morte de Mulei Almançor em 1603. Em 1608, Mulei Zidane organizou os hornacheros em milícias, e formou com eles uma guarnição na casbá, sob a autoridade simbólica dum caide xerifiano (ou seja, um governador fiel ao sultão).